# Alford (Massachusetts)
Alford és una població dels Estats Units a l'estat de Massachusetts. Segons el cens del 2000 tenia 399 habitants.

## Demografia
Segons el cens del 2000, Alford tenia 399 habitants, 171 habitatges, i 114 famílies. La densitat de població era de 13,3 habitants per km².
Dels 171 habitatges en un 22,8% hi vivien nens de menys de 18 anys, en un 59,6% hi vivien parelles casades, en un 4,7% dones solteres, i en un 33,3% no eren unitats familiars. En el 29,8% dels habitatges hi vivien persones soles el 10,5% de les quals corresponia a persones de 65 anys o més que vivien soles. El nombre mitjà de persones vivint en cada habitatge era de 2,33 i el nombre mitjà de persones que vivien en cada família era de 2,87.
Per edats la població es repartia de la següent manera: un 20,8% tenia menys de 18 anys, un 3,5% entre 18 i 24, un 18% entre 25 i 44, un 41,6% de 45 a 60 i un 16% 65 anys o més.
L'edat mediana era de 50 anys. Per cada 100 dones de 18 o més anys hi havia 93,9 homes.
La renda mediana per habitatge era de 49.632 $ i la renda mediana per família de 62.344$. Els homes tenien una renda mediana de 47.083 $ mentre que les dones 28.929$. La renda per capita de la població era de 40.412$. Entorn del 2,8% de les famílies i el 4,1% de la població estaven per davall del llindar de pobresa.